# Kabinet-Manteuffel
Dit artikel geeft een overzicht van het kabinet onder Otto Theodor von Manteuffel (4 december 1850 - 6 november 1858) in Pruisen.
| Functie              | Persoon                              | Van              | Tot              |
| -------------------- | ------------------------------------ | ---------------- | ---------------- |
| Minister-president   | Otto Theodor von Manteuffel          | 4 december 1850  | 6 november 1858  |
| Buitenlandse Zaken   | Otto Theodor von Manteuffel          | 3 november 1850  | 6 november 1858  |
| Financiën            | Rudolf Rabe                          | 23 februari 1849 | 23 juli 1851     |
| Financiën            | Karl von Bodelschwingh               | 23 juli 1851     | 6 november 1858  |
| Onderwijs en Cultuur | Adalbert von Ladenberg (a.i.)        | 3 juli 1848      | 19 december 1850 |
| Onderwijs en Cultuur | Karl Otto von Raumer                 | 19 december 1850 | 6 november 1858  |
| Handel               | August von der Heydt                 | 4 december 1848  | 18 mei 1862      |
| Justitie             | Ludwig Simons                        | 10 april 1849    | 14 december 1860 |
| Binnenlandse Zaken   | Otto Theodor von Manteuffel          | 8 november 1848  | 19 december 1850 |
| Binnenlandse Zaken   | Ferdinand von Westphalen             | 19 december 1850 | 7 oktober 1858   |
| Binnenlandse Zaken   | Eduard Heinrich von Flottwell        | 7 oktober 1858   | 3 juli 1859      |
| Koninklijk Huis      | Ludwig von Massow                    | 13 oktober 1856  | 6 november 1858  |
| Oorlog               | August Wilhelm Ernst von Stockhausen | 27 februari 1850 | 31 december 1851 |
| Oorlog               | Eduard von Bonin                     | 13 januari 1852  | 5 mei 1854       |
| Oorlog               | Friedrich Gustav von Waldersee       | 5 mei 1854       | 6 november 1858  |
| Landbouw             | Otto Theodor von Manteuffel (a.i.)   | 8 november 1848  | 19 december 1850 |
| Landbouw             | Karl Otto von Manteuffel             | 16 oktober 1854  | 6 november 1858  |

Arnim-Boitzenburg · Camphausen · Auerswald · Pfuel · Brandenburg · Ladenberg · Manteuffel · Hohenzollern-Sigmaringen · Hohenlohe-Ingelfingen · Bismarck I · Roon · Bismarck II · Caprivi · Eulenburg · Hohenlohe-Schillingsfürst · Bülow · Bethmann Hollweg · Michaelis · Hertling · Baden · Hirsch/Ströbel · Hirsch · Braun I · Stegerwald · Braun II · Marx · Braun III